# Agents of Mayhem
Agents of Mayhem — кроссплатформенная компьютерная игра в жанре action-adventure, разработанная студией Volition. Издателем выступает компания Deep Silver. Выход игры состоялся 15 августа 2017 года для PlayStation 4, Xbox One и Windows. Данный проект является частью игровой вселенной Saints Row.

## Игровой процесс
Agents of Mayhem — шутер от третьего лица с элементами открытого мира. Местом действия является футуристическая версия города Сеула, названная «the city of tomorrow.» Игра предлагает на выбор 15 разных агентов, среди которых игроки могут выбрать 3 агентов для выполнения миссий и исследования игрового мира.
Каждый агент предлагает уникальный игровой опыт и имеет свои собственные уникальные способности. Когда пользователи наносят противникам урон, заполняется шкала, которая при полном заряде позволяет игрокам использовать специальные способности, которые существенно помогают в бою. Разные агенты имеют разные специальные способности. Игроки могут свободно переключаться между тремя выбранными агентами и комбинировать их способности. Игра предлагает быстрые способы перемещения по игровому миру. Агенты могут использовать тройной прыжок и управлять автомобилем для путешествия по городу.
В дополнение к основным миссиям в игре также будут присутствовать миссии на разблокировку новых агентов, и персональные миссии, которые расскажут предысторию каждого агента. Разные агенты имеют разные характер, личностные качества, и реакцию на внутриигровые события. В процессе прохождения игры агенты будут получать очки навыков, деньги и новые устройства, которые помогут улучшить боевую эффективность. В игре также присутствует косметическая кастомизация агентов и оружия.

## Сеттинг
Agents of Mayhem — спин-офф серии Saints Row, берущий начало из концовки «воссоздать Землю» самостоятельного дополнения Saints Row: Gat out of Hell. Сюжет игры повествует об организации ХАОС (Оригинальное название — M.A.Y.H.E.M. (Multinational AgencY Hunting Evil Masterminds)), финансируемой корпорацией Ultor (одной из главных антагонистов Saints Row 2 и серии Red Faction, позднее уничтоженную Святыми в Saints Row: The Third). Цель ХАОСа — остановить суперзлодейскую организацию ЛЕГИОН (Оригинальное название — L.E.G.I.O.N. (the League of Evil Gentlemen Intent on Obliterating Nations)) и не дать осуществиться их планам по разрушению мировых держав.

## Разработка
Разработка игры началась через небольшой промежуток времени после выпуска Saints Row IV. Цикл разработки игры начался с концепт-артов и описания персонажей, и после получения позитивных отзывов от людей, приглашенных на показ данных материалов, игра скоро вошла в стадию активной разработки. В отличие от предыдущих номерных частей серии Saints Row, которые имели только одного протагониста, Agents of Mayhem предлагает множество играбельных персонажей. Это было сделано потому, что Volition обратила внимание на некоторые предыдущие фанатские мероприятия, где фанаты предпочитали делать косплей второстепенных персонажей чаще, чем косплей центральных персонажей. Они посчитали это доказательством того, что фанаты франшизы будут заинтересованы в игре, ориентированной на нескольких разных персонажей. Другая причина — разработчики игры, вдохновленные такими проектами, как League of Legends и Dota 2, хотели, чтобы игроки могли создать сильную связь с персонажами. Volition также считает, что будучи однопользовательской игрой, Agents of Mayhem имеет огромное преимущество, так как большинство игр со множеством различных персонажей ориентированы на многопользовательскую игру. Стиль игры вдохновлен мультфильмами 1980-х Джо-солдат, Хи-Мен, и телевизионными сериалами вроде Команда «А».
В 2014 году, после получения 200 000 долларов инвестиций от города Шампейн, штат Иллинойс, Volition наняла более 100 новых сотрудников для начала работы над новым проектом. О данной игре было мало информации, пока в мае 2016 года компанией Koch Media (материнская компания Deep Silver) не была зарегистрирована торговая марка Agents of Mayhem, наряду с резюме, связывающим проект с Volition. Дальнейшие предположения возникли из интервью 2013 года порталу Polygon, где Скотт Филлипс сравнивал игроков Saints Row с «агентами хаоса» (agent[s] of mayhem). Игра была представлена 6 июня 2016 года вместе с кинематографическим трейлером, размещенным на портале IGN. Релиз Agents of Mayhem в Северной Америке запланирован на 15 августа 2017 года, в Европе — на 18 августа 2017 года.

## Отзывы и продажи
| Сводный рейтинг | Сводный рейтинг | Сводный рейтинг | Сводный рейтинг |
| Издание         | Оценка          | Оценка          | Оценка          |
| Издание         | PC              | PS4             | Xbox One        |
| --------------- | --------------- | --------------- | --------------- |
| GameRankings    | 70,27 %         | 63,02 %         | 68,25 %         |

Летом 2018 года, благодаря уязвимости в защите Steam Web API, стало известно, что точное количество пользователей сервиса Steam, которые играли в игру хотя бы один раз, составляет 82 676 человек.